# Accident ferroviaire de Larissa
L'accident ferroviaire de Larissa est la collision le 28 février 2023 entre un train de voyageurs et un train de fret dans le dème de Tempé en Thessalie, dans le centre-est de la Grèce, à quelques kilomètres au nord de la ville de Larissa. Il provoque la mort d'au moins 57 personnes et en blesse au moins 85 autres,,,, ce qui en fait l'accident ferroviaire le plus meurtrier en Grèce.

## Contexte
Le train de voyageurs part d'Athènes à destination de Thessalonique (les deux plus grandes villes de Grèce) avec à son bord environ trois cent cinquante passagers dont de nombreux étudiants qui ont profité du long week-end, ce lundi étant férié en Grèce. Concomitamment, le train de marchandises se rend de Thessalonique à Larissa, transportant des conteneurs et des tôles d'acier. Le train de voyageurs est remorqué par une locomotive électrique de la série E 120 ; celui de marchandises par deux machines similaires. La collision se produit sur la ligne Athènes-Thessalonique (en), exploitée par la compagnie Hellenic Train, une filiale de Ferrovie dello Stato Italiane, la compagnie ferroviaire publique italienne,. La section sur laquelle s'est déroulé l'accident est à double voie et équipée de la commutation et signalisation électriques bien qu'elles n'aient pas encore été mises en œuvre. Les deux trains circulaient sur la même voie.

## Collision
Le train de voyageurs et le train de marchandises se sont percutés frontalement près d’Evangelismós (el) juste avant minuit,, entraînant la mort d'au moins cinquante-sept personnes. Le bilan fait également état d'au moins soixante-six blessés dont vingt-cinq le sont grièvement,. Des images de vidéosurveillance de l'autoroute tout proche montrent qu'une forte explosion a eu lieu quelques minutes après l'accident. L'incendie a été provoqué par une cargaison non déclarée et interdite d'hydrocarbures particulièrement inflammables. 

## Conséquences
Dans la collision, les deux premières voitures sont intégralement détruites. La voiture-restaurant et d'autres wagons ou voitures ont aussi pris feu à la suite de la collision. Dix-sept camions de pompiers et cent cinquante pompiers sont dépêchés sur place pour maîtriser les flammes. Des opérations de sauvetage sont rapidement mises en place, déployant quarante ambulances et plus de trente policiers sur le site,. L'accident est si grave que des camions-grues sont utilisés pour aider aux opérations de sauvetage. Deux cent cinquante passagers survivants sont évacués du lieu de la collision par des bus vers Thessalonique, y compris ceux avec des blessures mineures,,. La police a interrogé deux agents des chemins de fer après l'accident. L'armée hellénique a été appelée pour aider. Une réunion d'urgence a été organisée au sein du gouvernement grec à la suite de l'accident et le ministre de la Santé Thános Plévris s'est rendu sur les lieux.
Au niveau politique, le ministre des Transports Konstantínos Karamanlís annonce sa démission à la suite de l'accident. Le Premier ministre Kyriákos Mitsotákis décrète trois jours de deuil national.

Le 14 mars 2023, George Gerapetritis, nouveau ministre des transports, annonce une reprise graduelle du transport ferroviaire grec à partir du 22 mars 2023.
Le 9 mai 2023, un accord franco-grec est signé par les ministres des transports Clément Beaune et George Gerapetritis. « Cet accord politique entre la France et la Grèce est une vraie coopération technique, technologique » et « opérationnelle », selon Clément Beaune. L'accord vise à « la réévaluation régulière » des systèmes de fonctionnement ferroviaire, « l'application des pratiques internationales » en matière de sécurité et le « transfert du savoir-faire » afin d'« améliorer » les chemins de fer grecs, selon Giorgos Gerapetritis.
Le 2 juin 2023, le Parquet européen, met en cause Konstantínos Karamanlís et son prédécesseur Christos Spirtzis (PASOK). Le Parquet européen enquête en effet sur le mésusage des fonds européens, mésusage impliqué dans le désastre. K. Karamanlís est mis en cause pour malversations financières, tandis que C. Spirtzis est inquiété pour incurie. Toutefois, la loi grecque prévoit que l'assentiment du Parlement grec est nécessaire pour donner suite à de telles poursuites lorsqu'elles concernent des ministres. Or la majorité absolue détenue au Parlement par la Nouvelle démocratie, parti de Karamanlís, a rejeté en novembre 2023 la création d'une commission d'enquête proposée par le PASOK et n'a donc pas donné suite aux demandes du Parquet européen.

## Réactions
Le président du syndicat des conducteurs de train OSE dénonce le manque de sécurité sur cette ligne : « Toute [la signalisation] est faite manuellement. C’est depuis l’an 2000 que les systèmes ne fonctionnent pas ». Le gouvernement grec reconnait par la suite « des faiblesses chroniques » dans le système ferroviaire grec. « Les retards [pris dans la modernisation des chemins de fer] trouvent leur origine dans les pathologies chroniques du secteur public grec, dans des décennies de faiblesse. »
Certains y voient le résultat de la vétusté d’un réseau ferroviaire délaissé depuis des décennies, surtout après la crise économique (2010-2018) et les mesures d’austérité qui ont conduit, en 2017, à la privatisation de la compagnie grecque de chemins de fer, TrainOSE, devenue Hellenic Train. Les représentants syndicaux avaient régulièrement averti le gouvernement sur les défaillances du réseau mais n'ont pas été écoutés.

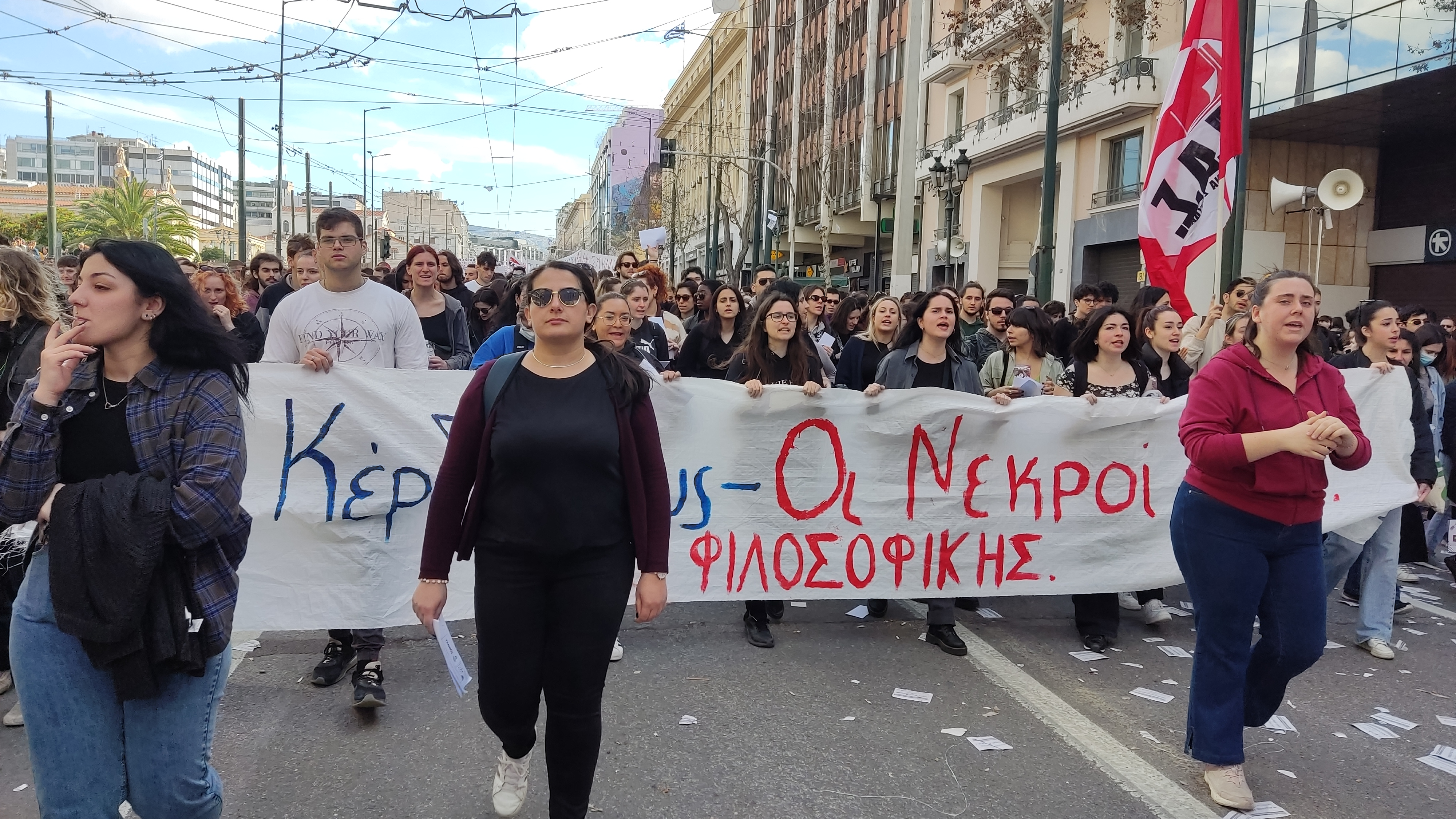
Une manifestation en Grèce de jeunes le 8 mars 2023 pour protester contre les défaillances du système ferroviaire.

Les drapeaux à l'extérieur du bâtiment de la Commission européenne à Bruxelles sont mis en berne le matin suivant l'accident. L'Albanie déclare le 5 mars 2023 un jour de deuil national et les drapeaux sont mis en berne dans le pays.
Dans un communiqué, le diadoque Paul de Grèce se dit « brisé face à la douleur indicible des parents qui ont perdu leurs enfants si injustement ».
Le président du Conseil européen, Charles Michel, exprime ses condoléances aux familles des victimes sur Twitter, tout comme la présidente de la Commission européenne, Ursula von der Leyen. Le président français Emmanuel Macron déclare que « la France se tient aux côtés des Grecs ». Les médias d'État de la république populaire de Chine rapportent que le président Xi Jinping a envoyé une lettre de condoléances à Ekateríni Sakellaropoúlou. Le ministère turc des Affaires étrangères publie une déclaration de condoléances à la suite de l'accident, souhaitant un prompt rétablissement aux personnes blessées dans la collision.
Des manifestations se produisent dans plusieurs villes grecques pour protester contre  les défaillances du système ferroviaire et l'incurie des autorités,. La privatisation du transport ferroviaire, exigée par l'Union européenne en 2017, est mise en cause par la gauche.
Le 15 mars 2023, les journalistes se mettent en grève et réclament « l’attribution réelle des responsabilités ». Aucun bulletin d'information radiotélévisé n'est diffusé.

## Rapport d'enquête
Le rapport d'enquête est publié le jeudi 27 février 2025. Composé de 180 pages, il conclut à une erreur humaine mais pointe aussi l'infrastructure obsolète et les défaillances systémiques majeures comme vecteurs à l'origine de l’accident.
Les causes de l’accident se résument, premièrement, au passage du train de voyageurs en raison d’un retard, deuxièmement à l’absence de communication entre le conducteur du train commercial et le chef de gare, troisièmement à l’abandon de poste en service par deux chefs de gare, et enfin du retard dans la modernisation de la ligne.
La conclusion de la commission d’experts de trois membres en 2023 a statué que la mutation du chef de gare de Larissa, qui était en service au moment de l’accident, était illégale et que sa formation était « manifestement incomplète ». Sa demande de mutation a été instruite le 13 avril 2022 dans le cadre du premier cycle de mobilité de l’année 2022, suivie de l’approbation du nouvel organigramme. La mutation du chef de gare a été effective le 30 juin. L’article 33 du règlement stipule que la mutation était autorisée avec des qualifications requises mais dans un schéma de mobilité comportant, à titre de qualification supplémentaire, une limite d’âge de 48 ans. 
Le rapport des experts médico-légaux remis à l’enquêteur d’appel de Larissa en juin 2023 a conclu qu’en plus de l’erreur humaine, l’absence de systèmes de sécurité de base étaient également les principales causes de l’accident. Les experts soulignent que la télécommande à l’intérieur des gares et sur la ligne ne fonctionnait pas. Le rapport indique qu'« une signalisation lumineuse appropriée et un service de télécommande correctement équipé et doté d’un personnel adéquat auraient permis d’éviter l’incident ». En ce qui concerne l’erreur humaine, les experts constatent que le chef de gare de Larissa n’a pas effectué de « cartographie électronique de l’itinéraire », comme stipulé explicitement dans un document de la Direction du trafic pour assurer l’itinéraire du train sur la ligne montante, et n’a pas vérifié les clés pour les changements de ligne, en particulier la ligne 118. En conséquence, le train de voyageurs est entré et s’est déplacé sur la ligne descendante. Le rapport identifie également les responsabilités du conducteur du train de voyageurs parce qu’il n’a pas informé le chef de gare lorsqu’il a changé de voie. Le rapport indique que « toute communication, par tout moyen approprié radio ou téléphone avec le chef de gare, aurait mis en évidence la mauvaise voie du train et aurait évité l’accident ».
Dans le rapport sur les responsabilités du chef de gare, bien qu’il soit explicitement précisé que la cause de la collision des trains est qu’il les a mal aiguillés, il est indiqué qu’il a dû gérer plusieurs conversations (90 conversations en 60 minutes) ainsi qu’une charge émotionnelle en raison d’une erreur similaire qu’il avait commise plus tôt. Dans le même temps, le rapport fait référence à des facteurs sous-jacents, notamment la pénurie de personnel de longue date, le manque de financement et le fait que le personnel travaillait « au-delà de la limite qui est humainement acceptable de manière durable ». 
Le rapport de la Commission d’enquête des experts indépendants souligne  l’importance des radiocommunications en tant que facteur de sécurité critique. Le 27 novembre 2024, il a été confirmé que la couverture radio limitée avait contribué à l’accident, car les conducteurs de train ne pouvaient pas percevoir la circulation venant en sens inverse. S’il y avait eu une couverture radio complète (par exemple via GSM-R), la collision aurait probablement été évitée.  

Le gouvernement a déclaré qu'il répondrait aux "très graves lacunes, au manque de personnel et de financement", mais il a ajouté que les allégations des partis d'opposition selon lesquelles il avait entravé l'enquête n'étaient pas fondées.

## Réactions ultérieures
Le 28 février 2025, à la date anniversaire de la catastrophe, des manifestations ont lieu dans toutes les villes ; les carnavals (apokries) s'interrompent tous pour la journée. À la mi-journée la police avance le nombre de 325 000 manifestants dans tout le pays ; un chiffre très inférieur à la réalité des mobilisations dans toutes les localités. Les noms des 57 victimes ont été lus et une minute de silence a été observée. Un mot d'ordre est :  « Je n’ai pas d’oxygène » ("Δεν έχω οξυγόνο!"), en référence aux cris des passagers, révélés par un enregistrement audio dans le train, diffusé fin janvier 2025. Les manifestants accusent le Gouvernement d'avoir caché les véritables causes de l'accident. De nombreux commerçants ont baissé leur rideau en signe de protestation. Les manifestations s'inscrivent dans le cadre d'une grève générale appelée par les syndicats. L'ampleur de la mobilisation est considérée comme « historique ».